# Peter Buxtun
Peter Buxtun (parfois appelé Peter Buxton), né le 29 septembre 1937 à Prague et mort le 18 mai 2024 à Rocklin, est un épidémiologiste américain. Employé du service de santé publique des États-Unis, il se fait connaître comme le lanceur d'alerte responsable de la fin de l'étude de Tuskegee sur la syphilis.

## Biographie

### Naissance
Peter Buxtun naît en 1937 à Prague. Il est d'origine juive et tchèque.

### Carrière
Peter Buxtun, alors travailleur social et épidémiologiste de 27 ans à San Francisco, est embauché par le service de santé publique en décembre 1965  pour interroger des patients atteints de maladies sexuellement transmissibles. Dans le cadre de ses fonctions, il apprend l'existence de l'expérience Tuskegee par des collègues. Il a déclaré plus tard : « Je ne voulais pas y croire. C'était le service de santé publique. Nous ne faisions pas ce genre de choses ». En novembre 1966, il dépose une protestation officielle pour des raisons éthiques auprès de la Division des maladies vénériennes du Service, qui est rejetée au motif que l'expérience n'est pas encore terminée. En novembre 1968, sept mois après l'assassinat de Martin Luther King Jr., il dépose une autre protestation, soulignant la volatilité politique de l'étude ; là encore, ses préoccupations sont jugées non pertinentes,.
En 1972, Peter Buxtun divulgue des informations sur l'expérience Tuskegee à Jean Heller de l'Associated Press. Ces informations sont d'abord publiées dans le Washington Star. L'article de Heller exposant l'expérience est publié le 25 juillet 1972;  il fait la une du New York Times le lendemain. Le sénateur Ted Kennedy convoque des auditions au Congrès, au cours desquelles Buxtun et des fonctionnaires du ministère américain de la Santé, de l'Éducation et du Bien-être social témoignent. L'expérience est interrompue peu de temps après.
En mai 1999, Peter Buxtun assiste à l'inauguration d'un centre commémoratif et d'une exposition publique sur l'expérience à Tuskegee, en Alabama. Le  4 novembre 2019, il est intronisé membre honoraire de Delta Omega, la société honorifique de santé publique.

### Mort
Peter Buxtun meurt de la maladie d'Alzheimer à Rocklin, en Californie le 18 mai 2024, à l'âge de 86 ans,.